# Verloren im Schneesturm – Eine Familie kämpft ums Überleben
Verloren im Schneesturm – Eine Familie kämpft ums Überleben (Originaltitel Snowbound: The Jim and Jennifer Stolpa Story) ist ein amerikanischer Fernsehfilm von Christian Duguay aus dem Jahre 1994. In den Hauptrollen sind Neil Patrick Harris und Kelli Williams als Jim und Jennifer Stolpa besetzt. Der Filmstoff basiert auf einer wahren Begebenheit.

## Handlung
Jim und Jennifer Stolpa sind mit ihrem kleinen Sohn Clayton zu Besuch bei Jims Eltern. Als sie die Nachricht erreicht, dass Jims Großmutter gestorben ist, macht sich das Paar mit einem geliehenen Auto, einem roten Dodge Dakota mit Campingaufbau, auf den Weg von Kalifornien nach Idaho, um an der Beerdigung der alten Dame teilzunehmen. Clayton, der noch ein Baby ist, begleitet seine Eltern. Die Stolpas befinden sich gerade im nördlichen Nevada, als ein Wintersturm über sie hereinbricht und die Hauptstraßen wegen Unpassierbarkeit geschlossen werden. Auf der Suche nach einer Abkürzung über eine vermeintlich offene Nebenstraße nach Pocatello bleibt Jim schließlich auf einer einsamen, verschneiten Straße stecken. Alle Versuche, mit dem Auto umzukehren, laufen ins Leere. Mit nur spärlichen Vorräten wartet das junge Paar tagelang auf Rettung. Jennifer beginnt den fünf Monate alten Clayton, der fast abgestillt war, wieder zu stillen. Die Eltern des Paares haben inzwischen eine Vermisstenanzeige aufgegeben, die jedoch von den Behörden nur halbherzig verfolgt wird.
Als Jennifer und Jim davon ausgehen müssen, dass sie nicht gefunden werden, und die Essensvorräte und auch das Benzin zum nächtlichen Heizen des Autos zur Neige gehen, beschließt Jim schließlich am vierten Tag zu Fuß zur achtzehn Meilen entfernten Hauptstraße aufzubrechen in der Hoffnung, dort Hilfe zu finden. Jennifer ist allerdings nicht bereit allein zu bleiben und daher begeben sich beide, ihr Baby in einem Schlafsack-Schlitten hinter sich herziehend, auf einen Fußmarsch durch eine eisige Schneelandschaft. Nach einem Tag der Wanderung stellen sie fest, dass sie sich verlaufen haben. In einer Höhle finden sie zum Glück erst einmal Unterschlupf. Jim beschließt zum Auto zurückzukehren, während seine Frau mit Clayton wartend in der Höhle zurückbleibt. In der Zwischenzeit haben Jims Eltern eine umfangreiche Medienkampagne in Presse und Fernsehen gestartet. Für eine Suche per Hubschrauber ist allerdings das Wetter zu schlecht.
Nach einem weiteren Tag durch den Schnee und kurz bevor er völlig erschöpft ist, erblickt Jim in der Ferne den Pickup eines Arbeiters der Straßenwartung. An Unterkühlung leidend und durch Erfrierungen gehandicapt, berichtet er dem Arbeiter von seiner Familie, die mittlerweile im ganzen Land bekannt ist. Er beschreibt ihm die Orientierungspunkte, die er sich auf seiner Suche nach Hilfe eingeprägt hat. Nach einem weiteren Tag findet eine Rettungsmannschaft, die mit einer Pistenraupe unterwegs ist, Jennifer und Clayton in der Höhle. Bei dem Säugling wird eine Unterkühlung und ein Flüssigkeitsdefizit festgestellt, ansonsten ist er zum Glück unverletzt geblieben. Sowohl bei Jim als auch bei Jennifer hingegen sind wegen schwerer Erfrierungen Teilamputationen an den Füßen erforderlich, was nach sich zieht, dass beide monatelang auf einen Rollstuhl angewiesen sind.

## Produktion

### Produktionsnotizen
Das Drama basiert auf einer wahren Begebenheit aus dem Jahre 1992.
Gedreht wurde nicht in Nevada, sondern in der kanadischen Provinz British Columbia. Es handelt sich um eine Produktion von Jaffe/Braunstein Films in Zusammenarbeit mit Pacific Motion Pictures und Spectacor Films.

### Veröffentlichung
In den Vereinigten Staaten wurde der Film am 9. Januar 1994 veröffentlicht, in der Bundesrepublik Deutschland am 28. Dezember 1994 und in Japan am 30. Dezember 1994. Im Oktober 1996 wurde er in Finnland ausgestrahlt, im Mai 1997 in Frankreich und im Januar 1998 in Schweden. Veröffentlicht wurde er zudem in Brasilien, Kanada, Ungarn, Italien, in den Niederlanden, in Russland, Spanien und im Vereinigten Königreich.
Im deutschen Fernsehen wurde der Film 1999 im Programm von Super RTL letztmals ausgestrahlt und war seitdem nicht mehr im deutschsprachigen Fernsehen zu sehen. Am 25. Oktober 2019 gab Pidax Verloren im Schneesturm innerhalb der Reihe „Film-Klassiker“ auf DVD heraus.

### Synchronisation
Der Film liegt in Deutsch synchronisierter Fassung vor. In der Deutschen Synchronkartei gibt es keine Informationen über die Synchronsprecher.

## Kritik
Die Redaktion von TV Spielfilm zeigte mit dem Daumen zur Seite, gab für Action einen und für Spannung zwei von drei möglichen Punkten und zog das Fazit: „Braves Bemühen um Spannung.“ 
In der Community-Wertung wurden hingegen fünf von fünf möglichen Sternen vergeben.